# Татаринов Євген Олександрович
Євге́н Олекса́ндрович Тата́ринов (*19 лютого (2 березня) 1892, Саратов — †10 травня 1950, Київ) — український радянський патофізіолог, член-кореспондент АН УРСР (з 22 лютого 1939 року), заслужений діяч науки УРСР (з 1943 року).

## Біографія
Народився 19 лютого (2 березня) 1892 року в місті Саратові. У 1916 році закінчив медичний факультет Саратовського університету. У 1923–1925 роках — професор Пермського; у 1925–1930 роках — Саратовського університетів, з 1930 року — Саратовського медичного інституту.
З 1931 року в Україні — завідувач кафедрою патофізіології  Київського медичного інституту (водночас завідувач відділом Інституту експериментальної біології та патології МОЗ).
Нагороджений орденом Трудового Червоного Прапора.

Могила Євгена Татаринова

Помер в Києві 10 травня 1950 року. Похований на Байковому кладовищі (ділянка № 10).

## Наукова діяльність
Праці присвячені головним чином вивченню пістряка, реактивності організму при захворюваннях крові кровотечах, питанням імунітету тощо.